# Ala trapezoidale

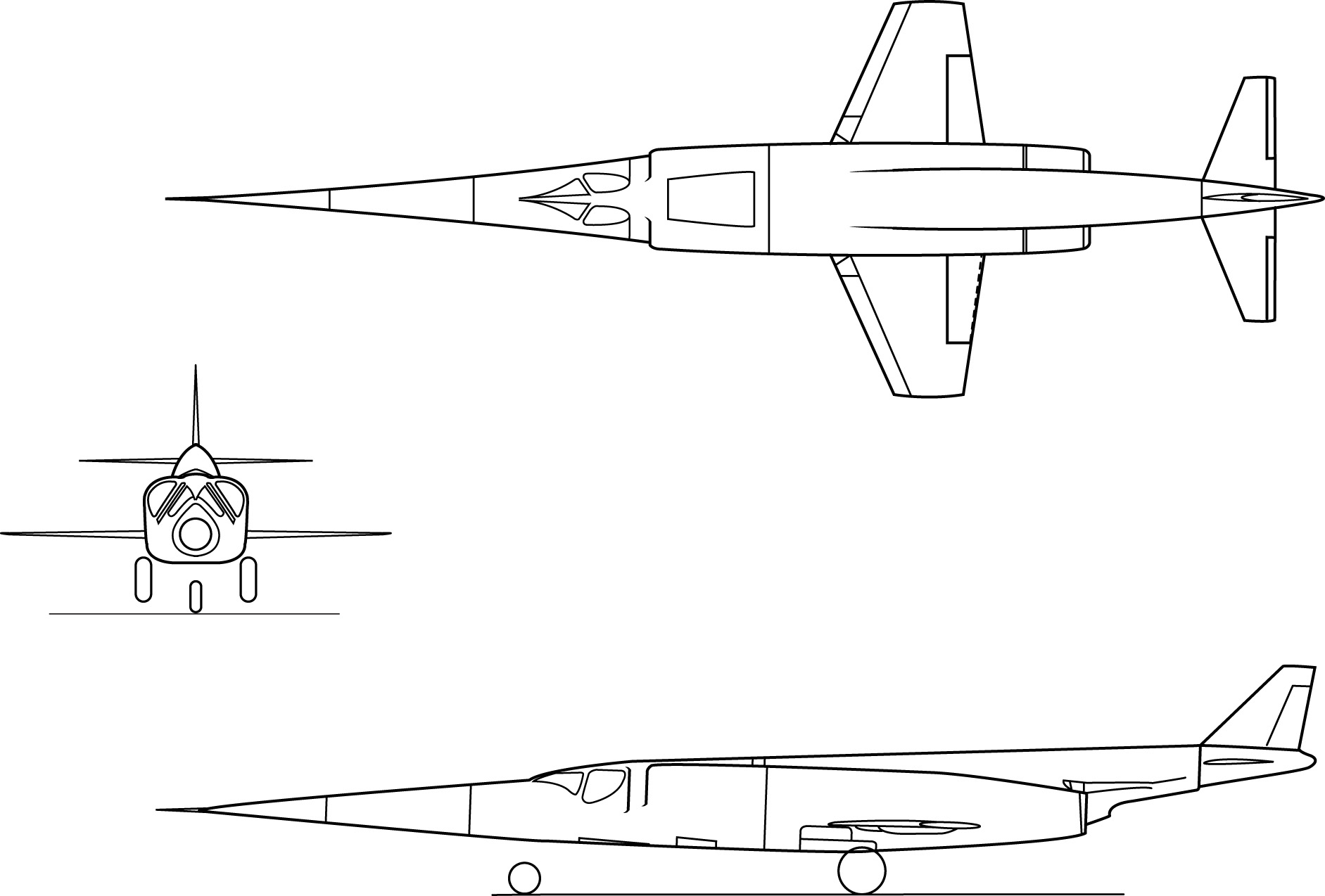
X-3 Stiletto

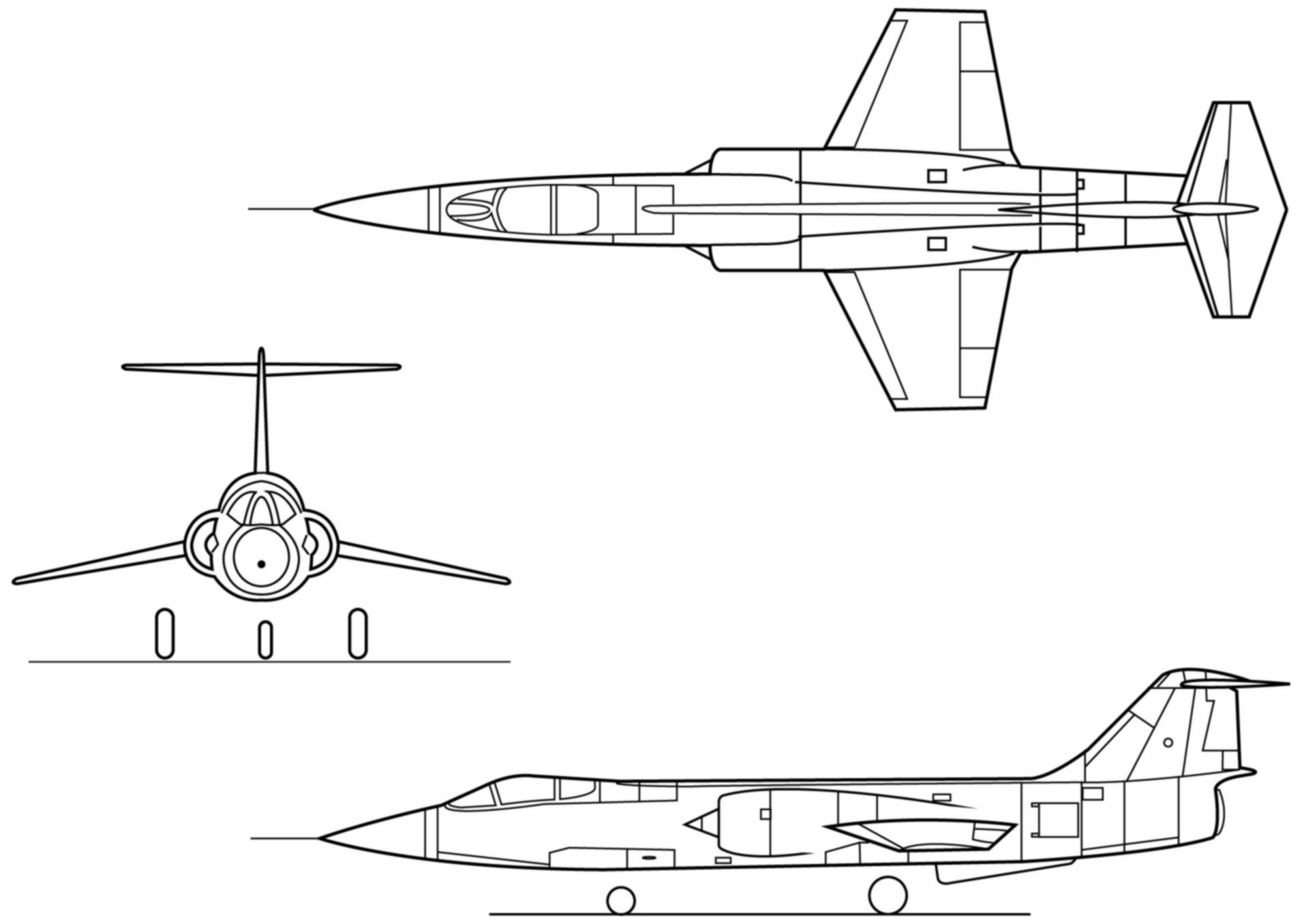
F-104 Starfighter

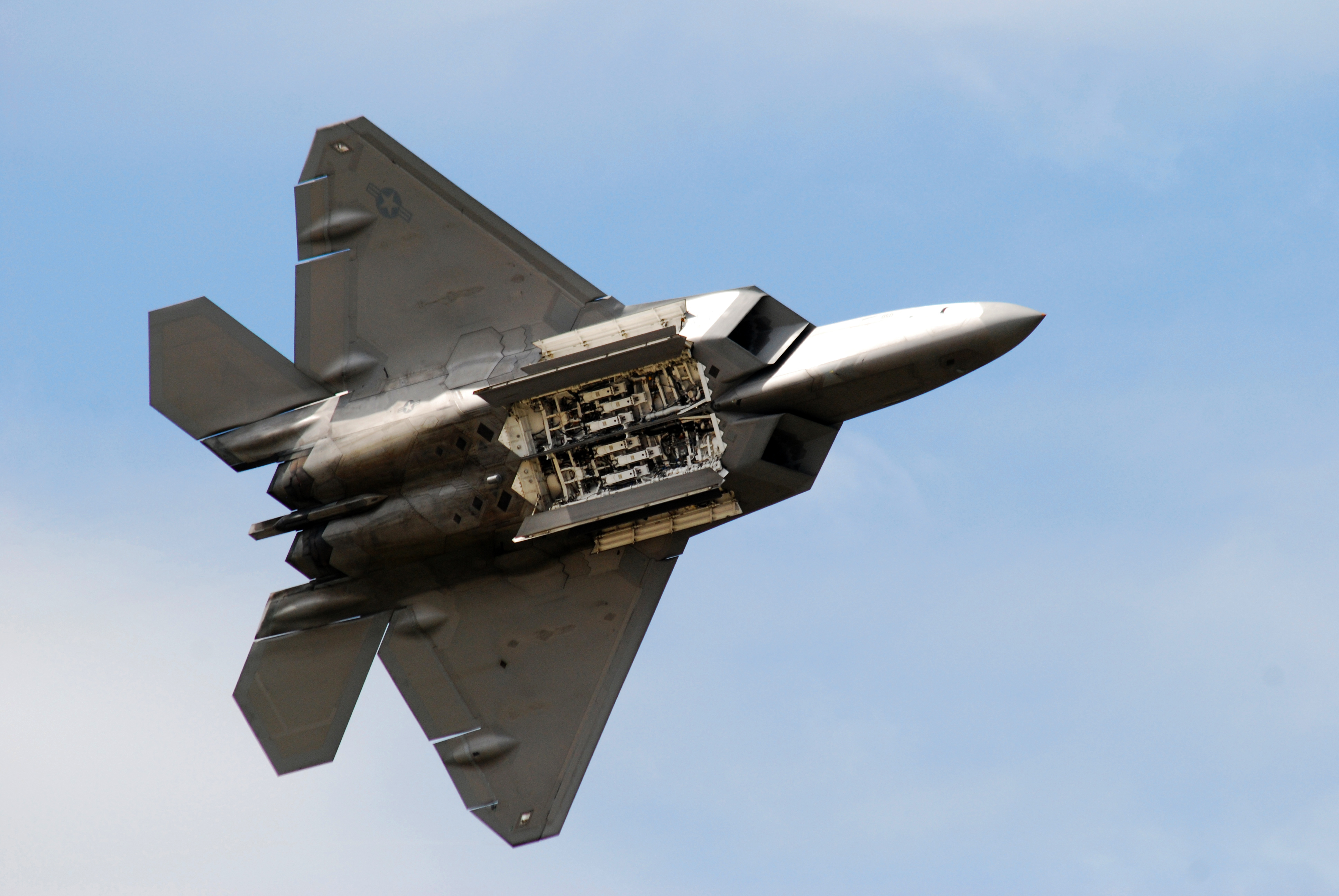
Lockheed F-22 Raptor

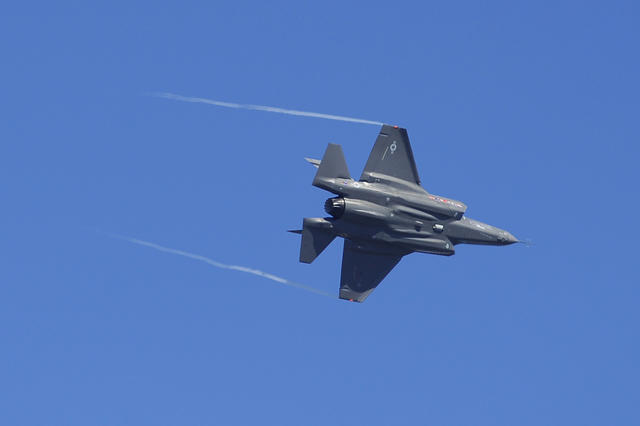
F-35 Lightning II

Un'ala  trapezoidale (o ala a diamante) è una configurazione alare ad alte prestazioni. Si tratta di una breve  ala rastremata (allungamento alare aspect ratio basso) che ha un piccolo o nessun angolo di freccia, tale che il bordo d'attacco si estende all'indietro e il bordo di uscita si estende in avanti.
Il disegno trapezoidale permette un'ala sottile con bassa resistenza alle alte velocità, pur mantenendo alta resistenza e rigidità.

## Esempi

### Aerei X
- X-3 Stiletto
- Lockheed X-7
- North American X-15
- Lockheed X-27

### Aerei militari
- F-104 Starfighter
- Lockheed F-22 Raptor
- Northrop YF-23
- F-35 Lightning II
- YF-22

### Aerei civili
- CAP 230